# Biorischio

Simbolo internazionale del biorischio

Segnale di rischio biologico secondo la norma internazionale ISO 7010.

Segnale di rischio biologico secondo la norma statunitense ANSI Z535.

Il rischio biologico o anche biorischio (in inglese: Biohazard) si riferisce a sostanze di origine biologica potenzialmente dannose per la salute di un qualsiasi essere vivente. Sono compresi tra i fattori di rischio microrganismi, virus e tossine. Il termine e il simbolo associato sono generalmente utilizzati come avvertimento per evitare l'esposizione senza le dovute precauzioni e per indicare la corretta procedura di smaltimento dei rifiuti connessi.

## Simbolo
Il simbolo del biorischio è stato progettato nel 1966 da Charles Baldwin, un ingegnere ambientale alle dipendenze della Dow Chemical. Viene etichettato sui contenitori di materiali biologici nocivi per la salute, tra cui i virus e gli aghi per siringhe. Nel sistema Unicode il simbolo di riferimento del biorischio è U+2623 (☣).
Negli anni il disegno grafico di Baldwin ha anche influenzato il mondo della moda comparendo su magliette, zaini e altri indumenti, diventando perfino soggetto per diversi tatuaggi
.

## Classificazione
Gli agenti di rischio biologico classificati per il trasporto si dividono in due categorie e quattro numeri "UN":
- Categoria A, UN 2814 - sostanze infettive per uomini: le sostanze infettive a biorischio possono causare malattie che compromettono lo svolgimento della propria vita, disabilità permanenti o patologie mortali.
- Categoria A, UN 2900 - sostanze infettive solo per gli animali: una sostanza infettiva che generalmente può causare danni, disabilità permanenti o patologie mortali agli animali esposti.
- Categoria B, UN 3373 - sostanze biologiche trasportabili per scopi diagnostici o investigativi.
- Categoria B, UN 3291 - rifiuti medici regolamentati, materiali di scarto o riutilizzabili derivati da trattamenti medici per umani, animali o da ricerca biomedica, che include la produzione e sperimentazione di prodotti biologici.

## Livelli di biorischio
I Centri per la prevenzione e il controllo delle malattie hanno categorizzato numerosi agenti patogeni per ogni livello di biorischio.
- Biorischio di livello 1 - batteri e virus tra cui bacillus subtilis, epatite canina, Escherichia coli, varicella, alcune colture cellulari e batteri non infettivi. Le precauzioni da utilizzare per questo livello sono minime, riguardano più che altro guanti e protezioni facciali.
- Biorischio di livello 2 - batteri e virus che provocano solo deboli malattie negli esseri umani, o sono difficili da contrarre tramite l'aerosol in un laboratorio, come l'epatite A, B e C, influenzavirus A, malattia di Lyme, salmonella, parotite epidemica, morbillo, scrapie, dengue. Si possono effettuare i lavori diagnostici e le ricerche in strutture o laboratori dotati di protezioni di livello 2 o anche di livello 3.
- Biorischio di livello 3 - batteri e virus che provocano malattie gravi o mortali, ma per i quali esistono vaccini o altri trattamenti; si possono citare antrace, virus del Nilo occidentale, encefalite equina venezuelana, SARS, tubercolosi, febbre della Rift Valley, HIV, febbre maculosa delle Montagne Rocciose, febbre gialla e malaria. Tra i parassiti ci sono plasmodium falciparum, che causa la malaria, e il trypanosoma cruzi, portatore della tripanosomiasi americana.
- Biorischio di livello 4 - batteri e virus che provocano malattie gravi o mortali, per i quali non esistono vaccini o trattamenti efficaci, come la febbre emorragica argentina e boliviana, marburg, ebola, hantavirus, virus di Lassa, febbre emorragica Congo-Crimea,  e altre malattie emorragiche. Il vaiolo viene trattato nei laboratori P4 nonostante l'esistenza di un vaccino. Bisogna indossare tute protettive pressurizzate e dotate obbligatoriamente di bombole d'ossigeno. Nei P4 l'entrata e l'uscita contengono docce multiple, una camera vuota, una camera a raggi UV, Sistema di Rilevamento Autonomo e altre misure protettive destinate all'eliminazione totale di ogni traccia di biorischio. Vengono impiegate camere d'equilibrio protette elettronicamente per impedire l'apertura delle porte nello stesso momento. L'aria e l'acqua nei P4 vengono sottoposte a procedure di decontaminazione per ostacolare ogni possibile rilascio accidentale.